# Tersekcultuur
De Tersekcultuur (Kazachs: Терсек мәдениеті, Russisch: Терсекская культура) is een archeologische cultuur van de kopertijd (midden 3e  - begin 2e millennium v.Chr.) in het Torğai-gebied in de regio Qostanay van Kazachstan. In de jaren 1940-1950 werd in het onderzoek van Aleksandr Formozov voor het eerst melding gemaakt van "Tersek-nederzettingen" en een "Tersek-Qarağaicultuur". Een meer gedetailleerde beschrijving van de cultuur werd in de jaren 1980-1990 gevormd op basis van het onderzoek van S. Qalieva en Viktor Logvin.
Van de ongeveer 30 sites die halverwege de jaren 1980 bekend waren, zijn de gegevens van locaties als Solenoje Ozero-1, Duzbai-2, Duzbai-3, Bestamak, Qūmkeşu-1, Qojai-1, Qaiyndy-3, Jevgenevka-2 en Toqanai-2 het best bestudeerd.  
Onder de dierlijke botten die bij de opgravingen zijn gevonden, zijn vooral paardenbeenderen bijzonder talrijk. Wetenschappers zijn van mening dat de stammen van de Tersekcultuur, naast hun traditionele jacht- en verzamelpraktijken, ook de veeteelt beoefenden, mogelijk vooral met paarden. De cultuur was sterk verwant met de iets oostelijker Botaicultuur.
De invloed van de Tersekcultuur op de Andronovocultuur uit de bronstijd is nog niet diepgaand onderzocht. 